# Жилянська вулиця
Жиля́нська вулиця — вулиця в Голосіївському, Печерському та Шевченківському районах міста Києва, місцевості Нова Забудова, Паньківщина, Арештантські городи. Пролягає від вулиці Шота Руставелі до Повітрофлотського шляхопроводу, її продовженням є Борщагівська вулиця.
Прилучаються Троїцька площа, вулиці Велика Васильківська, Антоновича, Володимирська, Тарасівська, Короленківська, Лілії Лобанової, Паньківська, Гетьмана Павла Скоропадського, Симона Петлюри, Старовокзальна, Скомороська, Бульварно-Кудрявська, Ринковий провулок і Галицька площа.

## Історія

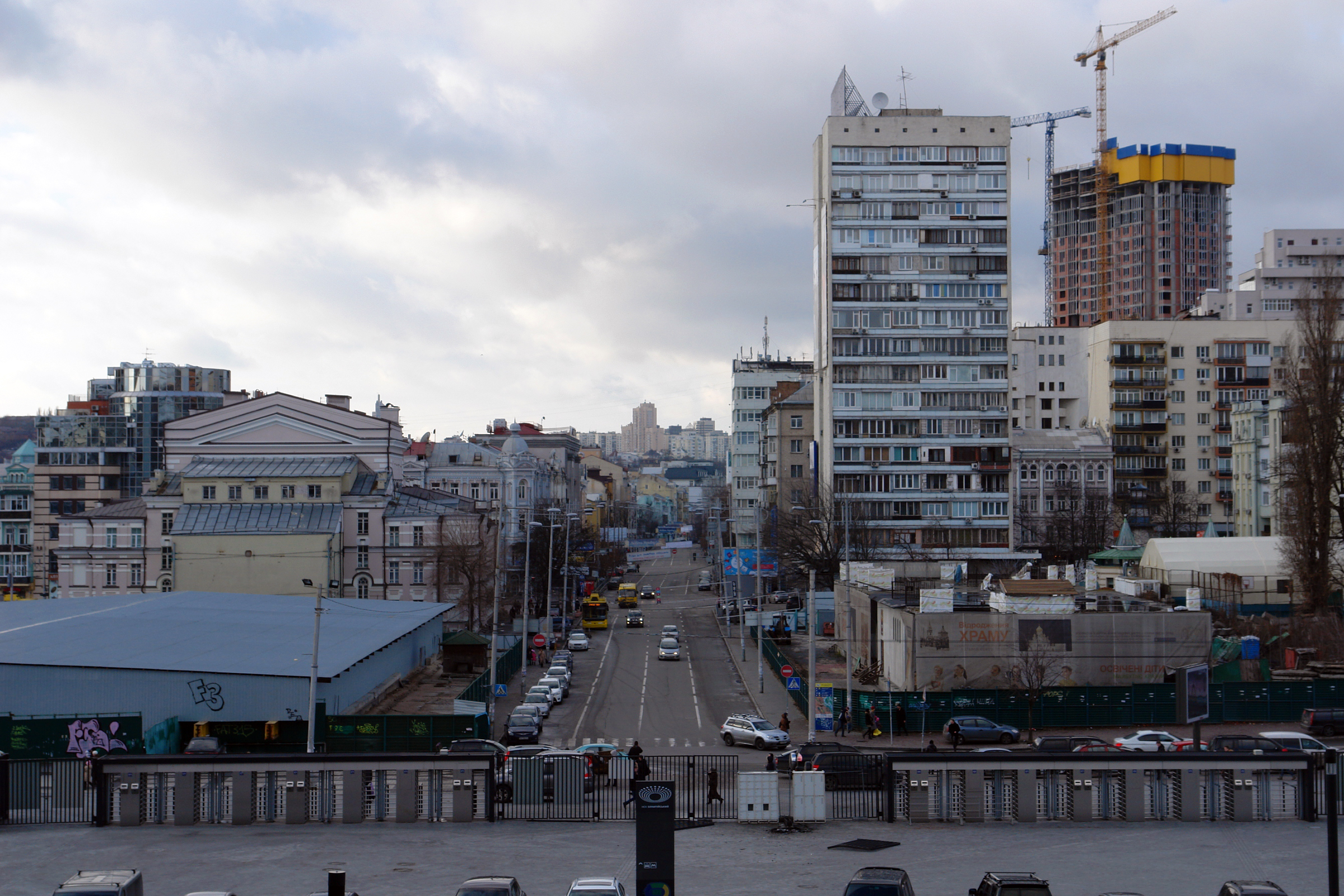
Початок вулиці

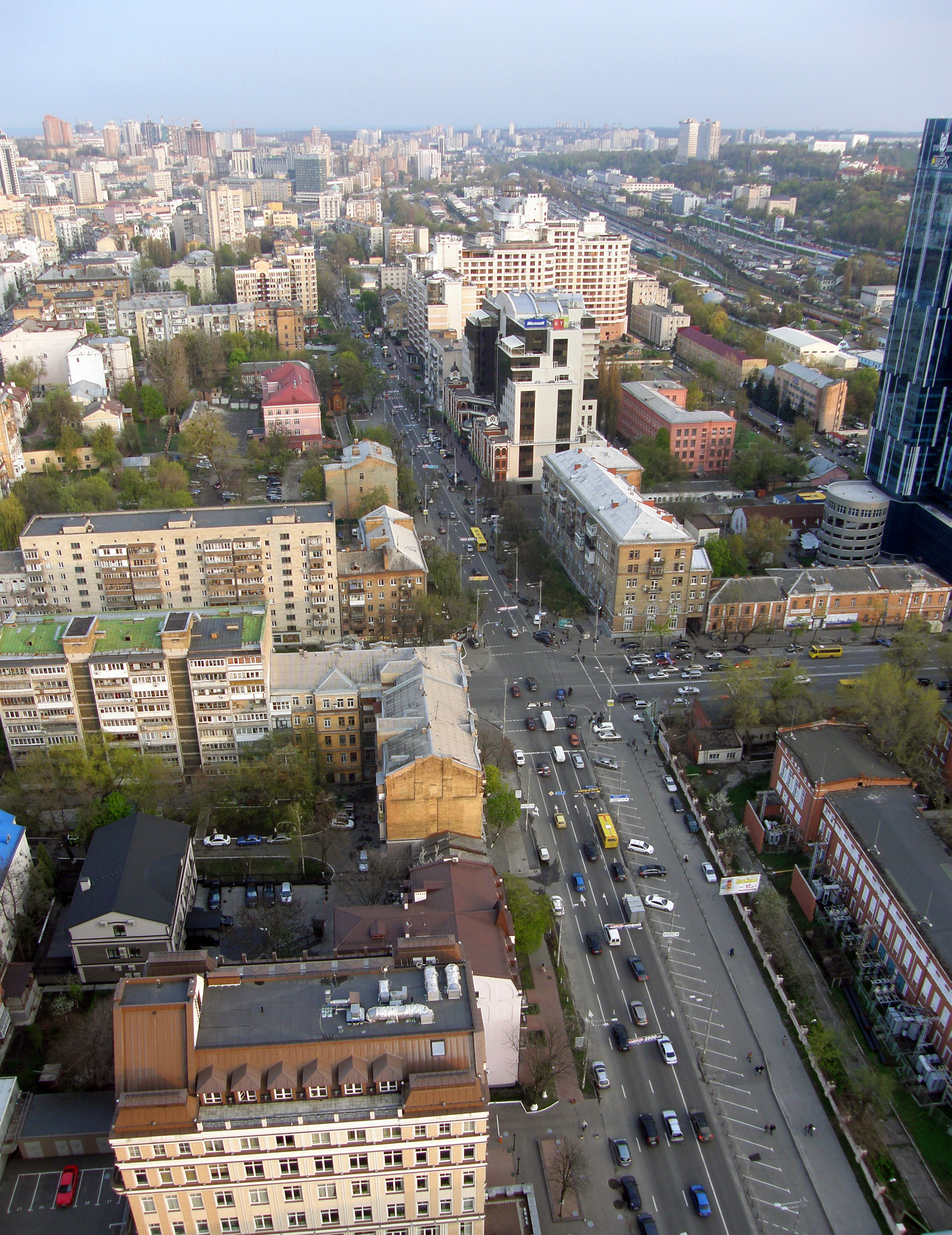
Вулиця поблизу перетину з вулицею Гетьмана Павла Скоропадського

Під сучасною назвою вулиця відома з 30-х років XIX століття (від місцевості Желань, Жиляни), перша офіційна згадка — 1834 рік як проєктованої вулиці. Прокладена в 1850-х роках. З 1926 року — вулиця Жаданівського, на честь революціонера Б. П. Жаданівського (назву підтверджено 1944 року). Історичну назву вулиці було відновлено 1993 року.
До 30-х років XX століття вулиця пролягала від Прозорівської вулиці (тепер Еспланадна) до Скомороського провулка (поблизу Галицької площі). У процесі спорудження Червоного стадіону (згодом — Центральний стадіон імені М. Хрущова, Республіканський стадіон, тепер — НСК «Олімпійський») початок вулиці було перенесено до стадіонного паркану, а в 1970-ті роки — до вулиці Шота Руставелі. Протилежний кінець вулиці в 1950–60-ті роки було продовжено крізь стару забудову до сучасних меж. Ця частина вулиці спочатку була вузькою і звивистою, оскільки призначалася лише для трамвайної колії. У 1970-ті роки на її місці прокладено широку автомагістраль із трасою швидкісного трамваю. Під час реконструкції вулиці зник ряд вулиць і провулків, відомих з XIX століття, які простягалися перпендикулярно Жилянській до річки Либідь: Скомороський провулок, вулиця Декабристів, Ринковий провулок (частково) і Комсомольська вулиця.

## Забудова
Вулиця почала забудовуватися в 50-х роках XIX століття. Збереглися прибуткові будинки другої половини XIX — початку XX століття.
П'ятиповерховий будинок (№ 41) зведено у стилі неокласики та модерну. На початку XX століття він належав київському міщанину В. Беренфусу, в 1907 році його придбала торговельна фірма «Торговий дім К. Людмер та сини», а в 1913 році власником будинку став купець В. Шевєлєв.
Будинок № 120-А побудовано в 1900 році за проєктом архітекторів Хойнацького та Вишневського у стилі флорентійського відродження (за основу узято палац великого князя Володимира Олександровича у Санкт-Петербурзі).
Пам'яткою архітектури є прибутковий будинок 1908 року (№ 39/92), прибутковий будинок на вулиці Жилянській 43б, прибутковий будинок на вулиці Жилянській 37/97, Садиба Б. С. Міллера (№ 38, 1893—1894 рр.).
Будинок № 97 — Галицька синагога, побудована в 1909–1910 роках за проєктом Ф. Отаржевського на кошти Галицької єврейської громади.
Будівлі Південно-російського машинобудівного заводу (зараз — завод «Кузня на Рибальському») по вулиці Жилянській, 101, споруджені в 1890-х роках за проєктом архітектора В. Городецького.
На вулиці колись знаходилося два храми — Іллінська церква та Троїцька церква, однак у 1930-х роках було знищено перший храм, а на початку 1960-х — другий. Існують проєкти відродження обох храмів.
2007 року на місці знесених старих будівель спорудили Бізнес-центр «Євразія» у псевдоісторичному стилі.
У 2011 році при будівництві ЖК «Елегант» (№ 118) почалося знищення сусіднього будинку № 120-Б, який є об'єктом культурної спадщини. Забудовник почав розбирати покрівлю, стіни та перекриття будівлі. У вересні 2013 року будівлю було повністю знесено.

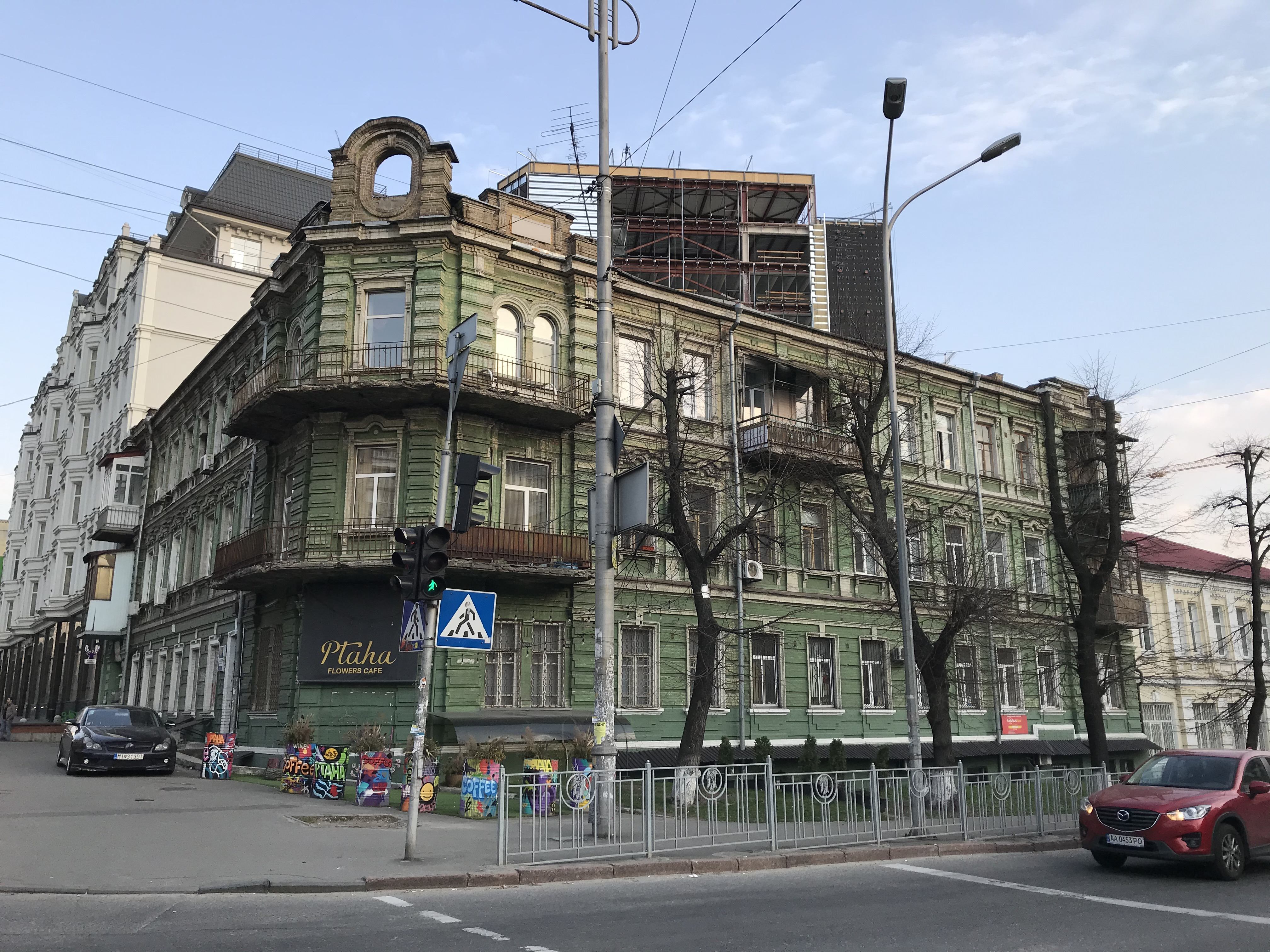
Прибутковий будинок на вулиці Жилянській 43б
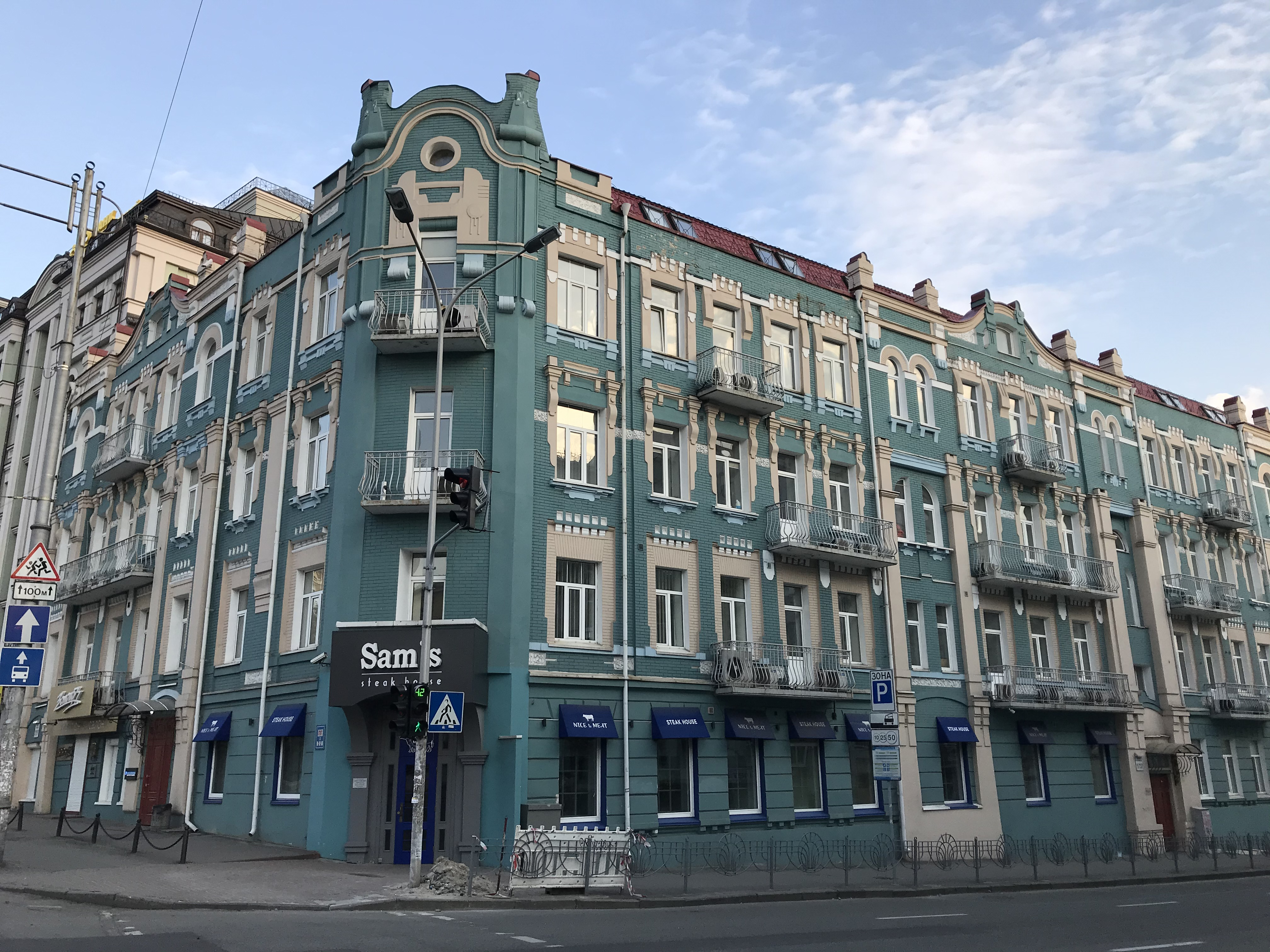
Прибутковий будинок на вулиці Жилянській 37/97
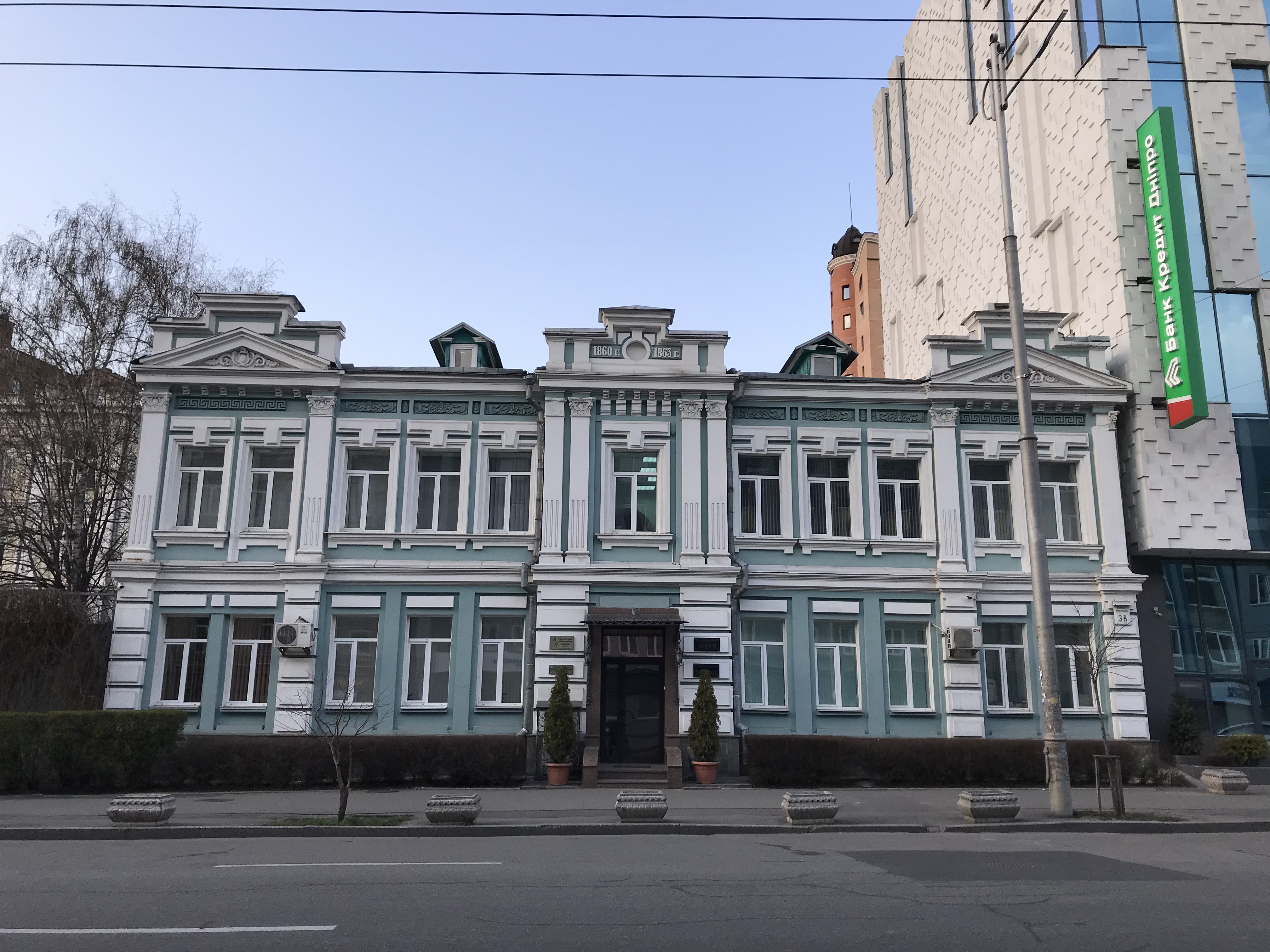
Садиба Міллера
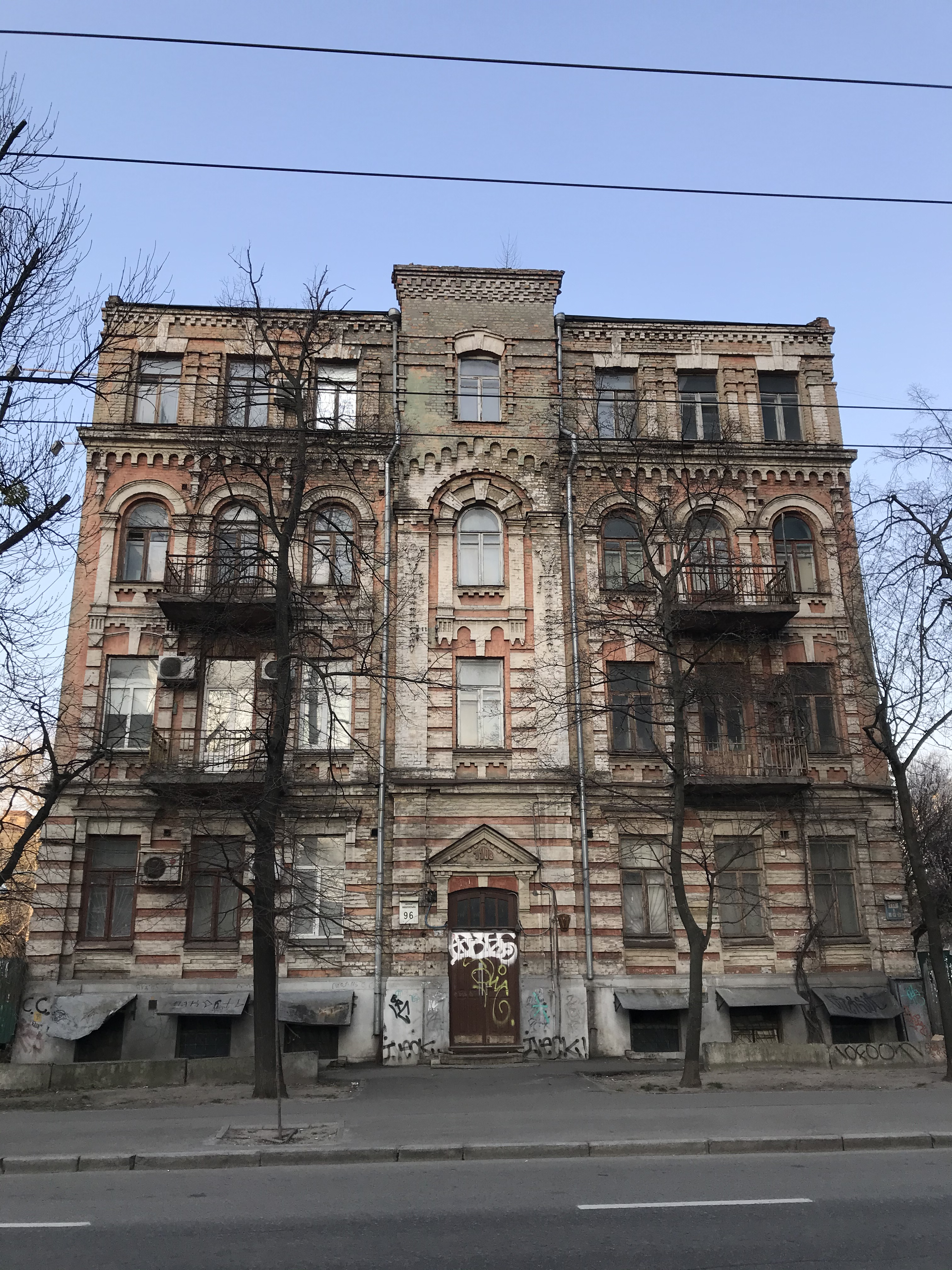
Будинок на вулиці Жилянській, 96
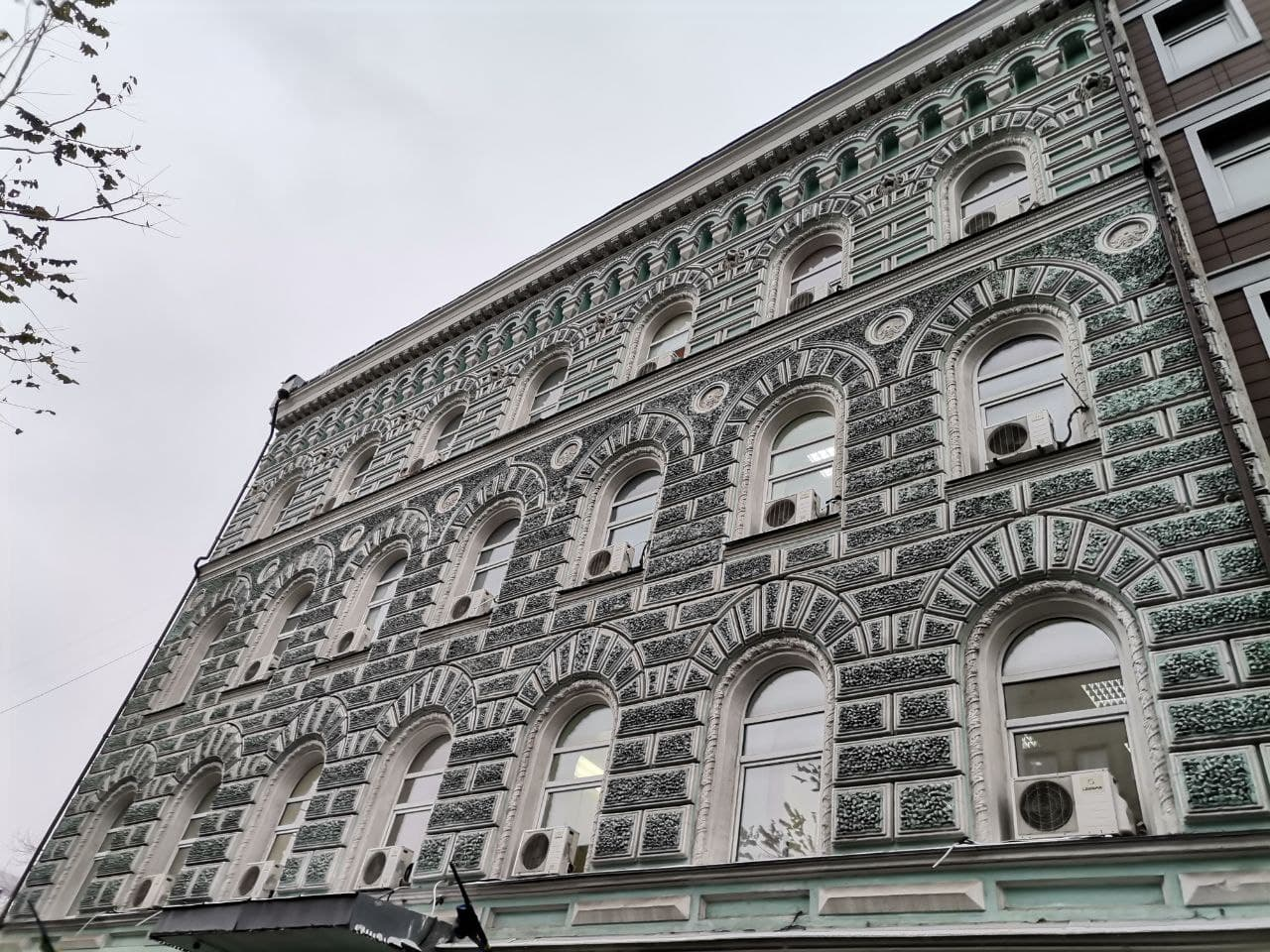
Будинок на вулиці Жилянській 120а

## Особистості
Наприкінці XIX століття вулиця була популярна серед революціонерів. Зокрема, в будинку на розі Жилянської та Паньківської (не зберігся) жили революціонери-народники брати Іван та Гнат Івичевичі. У будинку № 32 мешкали керівники «Південноросійського робітничого союзу» Єлизавета Ковальська і Микола Щедрин, у будинку № 63 працювала нелегальна типографія союзу.
З 1912 року і до самої смерті в 1940 році в будинку № 96 жив народний артист Панас Саксаганський. У будинку № 6 жив композитор, заслужений діяч мистецтв Олексій Рябов, автор оперети «Весілля у Малинівці». У будинку № 59 мешкав громадський діяч Михайло Драгоманов. Також, за деякими даними, на початку XX століття на вулиці проживав письменник Максим Рильський.
На початку 60-х років XIX століття в будинку № 38 діяла перша в Києві нелегальна школа для селянських дітей, створена організацією «Стара громада».
Раніше вважалося, що місцем народження видатного художника Казимира Малевича є будинок, що не зберігся до цього часу, за адресою Бульйонська, 15. За останніми дослідженнями, місцем народження художника був маєток його тітки Марії Оржеховської, який містився у престижному районі міста — вулиця Жилянська, номер (приблизно) 62-65. Зараз ця територія — між двома житловими будинками: комплексом «Дипломат Холл» та сусідньою будівлею 1970—1980 років.
У середній школі № 44 (Жилянська вул., 46) в 30-х — на початку 40-х років ХХ століття навчалися майбутні поети Наум Коржавін і Лазар Шерешевський, професори Борис Епштейн, Костянтин Кульчицький, Ісаак Трахтенберг. У цій же школі в ті самі роки навчалася майбутня діячка антигітлерівського підпілля Тетяна Маркус.

## Меморіальні дошки
- буд. № 46 — Маркус Тетяні Йосипівні (відкрито 1991 року; бронза; горельєф; скульптор В. Л. Медведєв; вкрадено в травні 2016 року)
- буд. № 46 — Маркус Тетяні Йосипівні (відкрито 1991 року; мармур; горельєф; скульптор О. Моргацький; відкрито в травні 2017 року)
- буд. № 96— Саксаганському Панасу Карповичу (відкрито 17 вересня 1953 року; мармур; архітектор М. М. Говденко; у 1972 році дошку замінено на нову — бронзовий горельєф; скульптор М. Я. Грицюк, архітектор А. А. Сницарев)[10]. Викрадена в 2018 році.
- буд. № 87 — на честь робітників Південно-російського машинобудівного заводу, які брали участь у повстанні саперів 1905 року (відкрито 1947 року; мармур).
- буд. № 87 — на честь робітників Південно-російського машинобудівного заводу", які брали участь у повстанні саперів 1905 року (відкрито 1955 року; бронза; горельєф; скульптор І. Л. Корнілов, архітектори П. Є. Захарченко, І. Л. Шмульсон).
- буд. № 87 — Жаданівському Борису Петровичу (відкрито у лютому 1966 року; граніт; архітектор В. П. Шевченко)

На честь П. К. Саксаганського. Вкрадено 2018 року
Меморіальна дошка на будівлі школи. Вкрадено 2016 року
Меморіальна дошка на будівлі школи. Встановлено 2017 року
На честь робітників заводу «Південно-російського машинобудівного заводу»
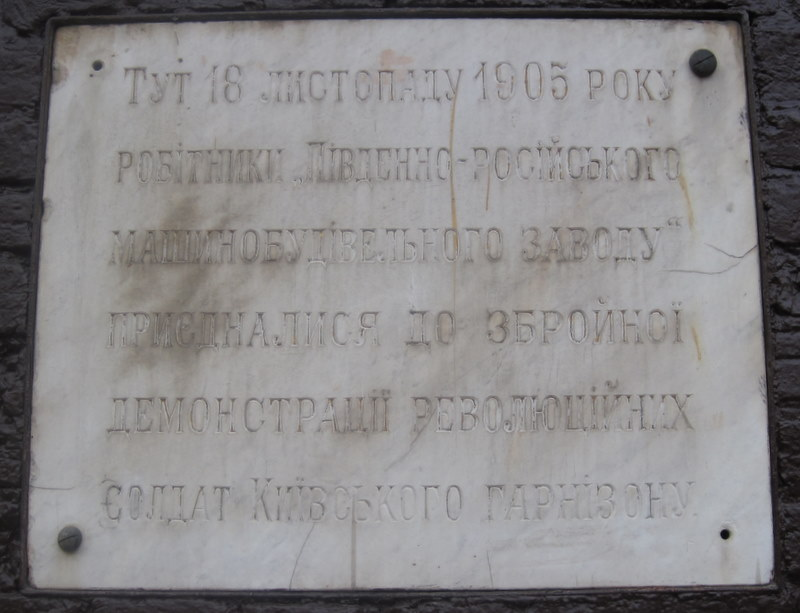
На честь робітників заводу «Південно-російського машинобудівного заводу»
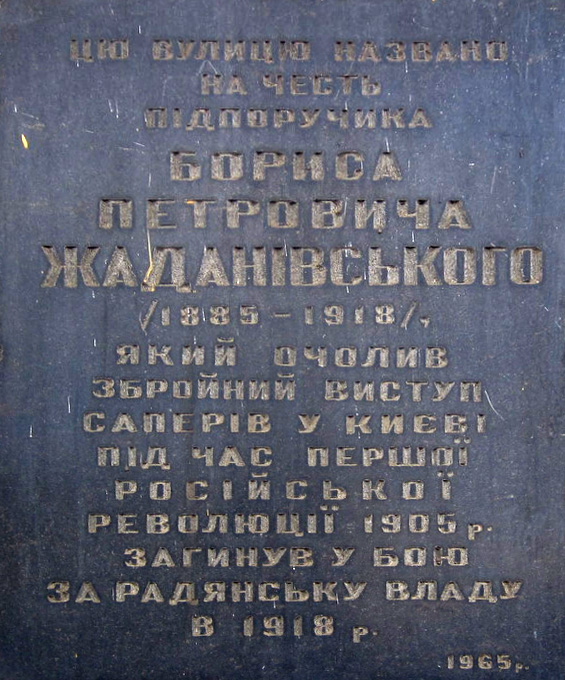
На честь Б. П. Жаданівського

## Заклади та установи
- Київська муніципальна академія естрадного та циркового мистецтв (буд. №88)
- Загальноосвітня школа № 165 (буд. № 75)
- Загальноосвітня спеціалізована школа № 44 з поглибленим вивченням англійської мови (буд. № 46)
- ясла-садок № 262 (буд. № 84)
- Міжнародний ліцей «Гранд» (буд. № 38)
- Державна податкова інспекція Голосіївського району (буд. № 23)
- Держнаглядохоронпраці України, територіальне управління по Київській області та м. Києву (буд. № 43-В)
- Київський міський центр зайнятості (буд. № 47-Б)
- Північна регіональна митниця (буд. № 120-А)